# Sankt Paul in den Mauern

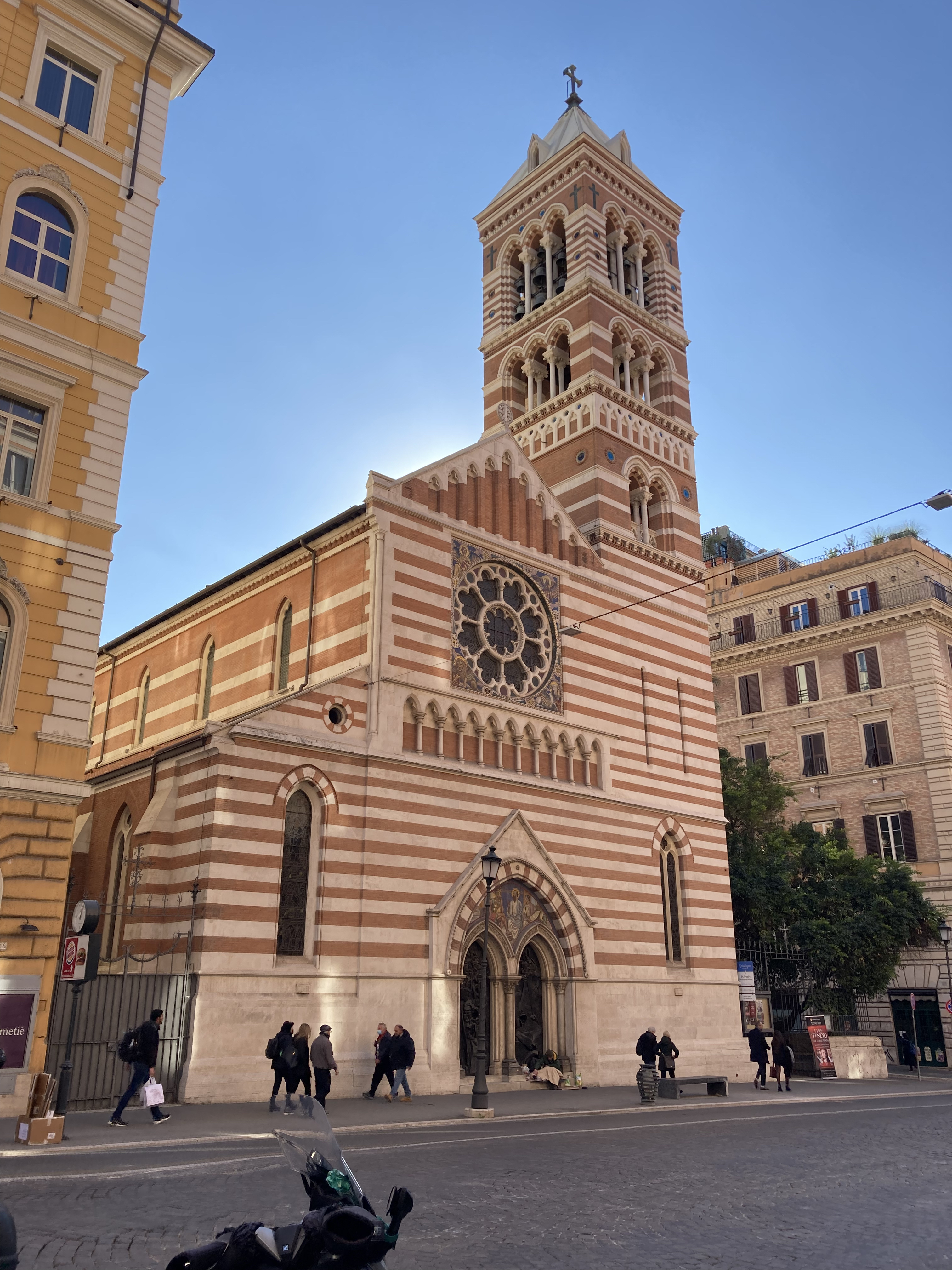
St Paul's Within the Walls

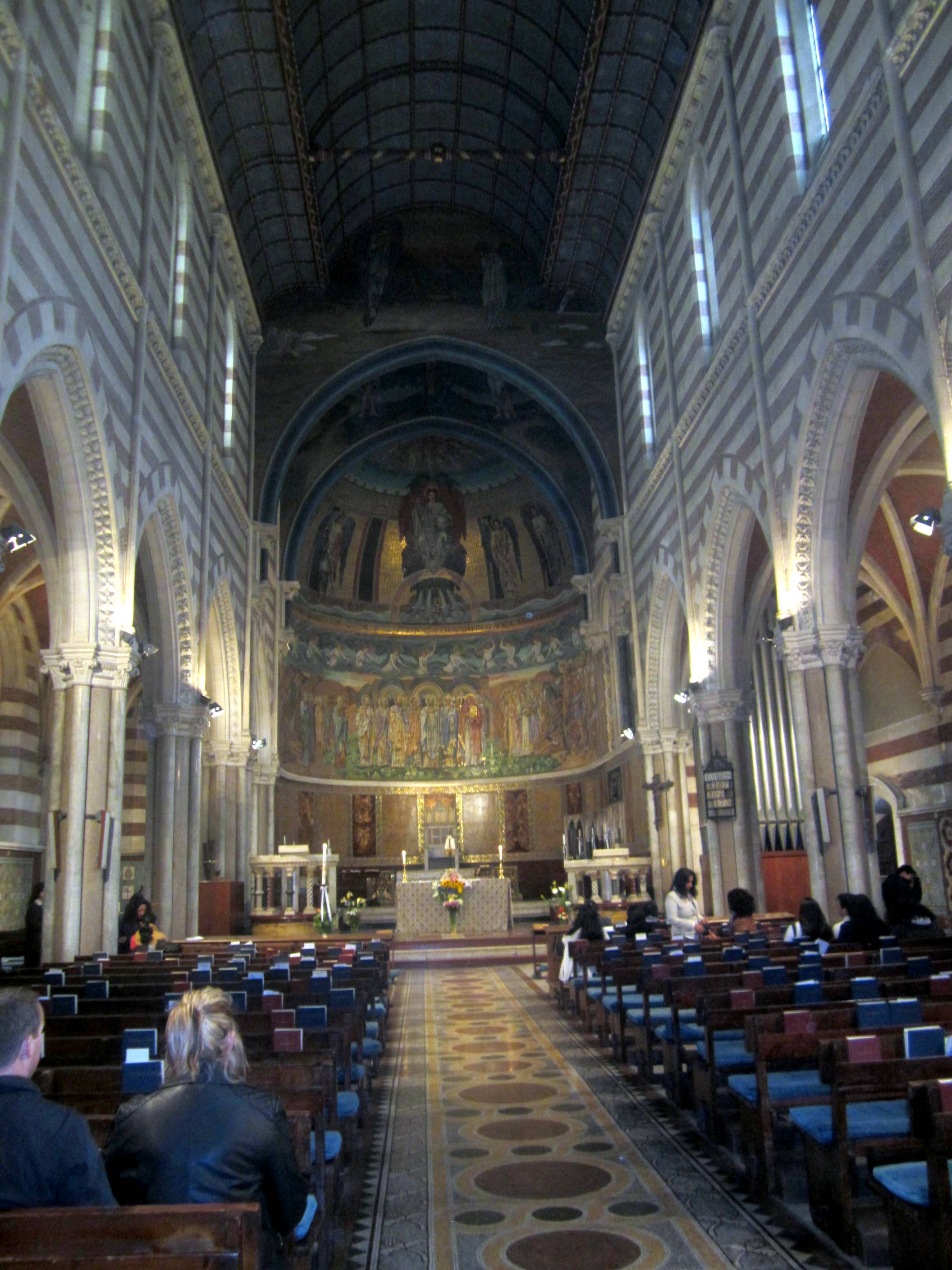
Kirchenraum

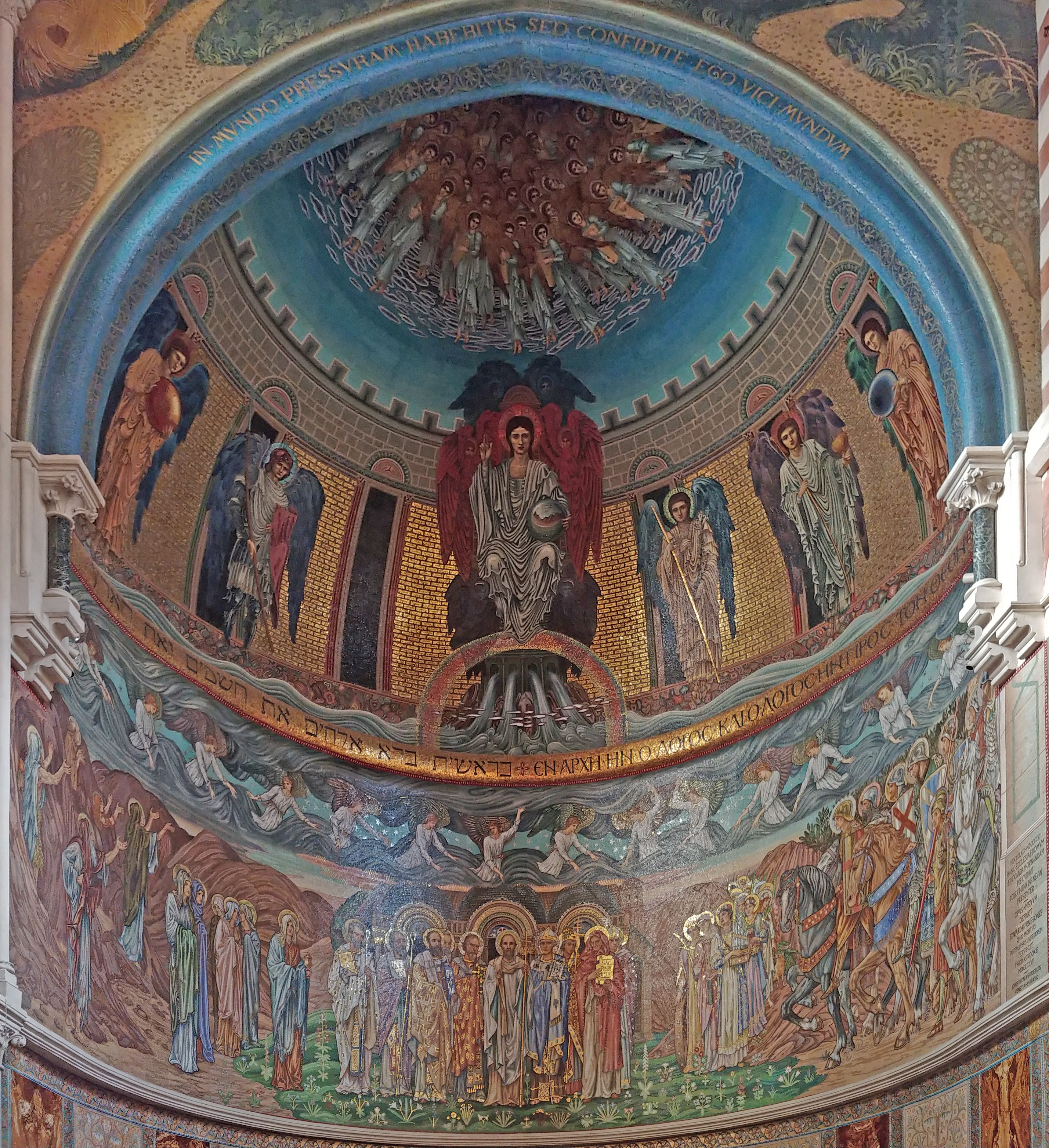
Apsismosaik

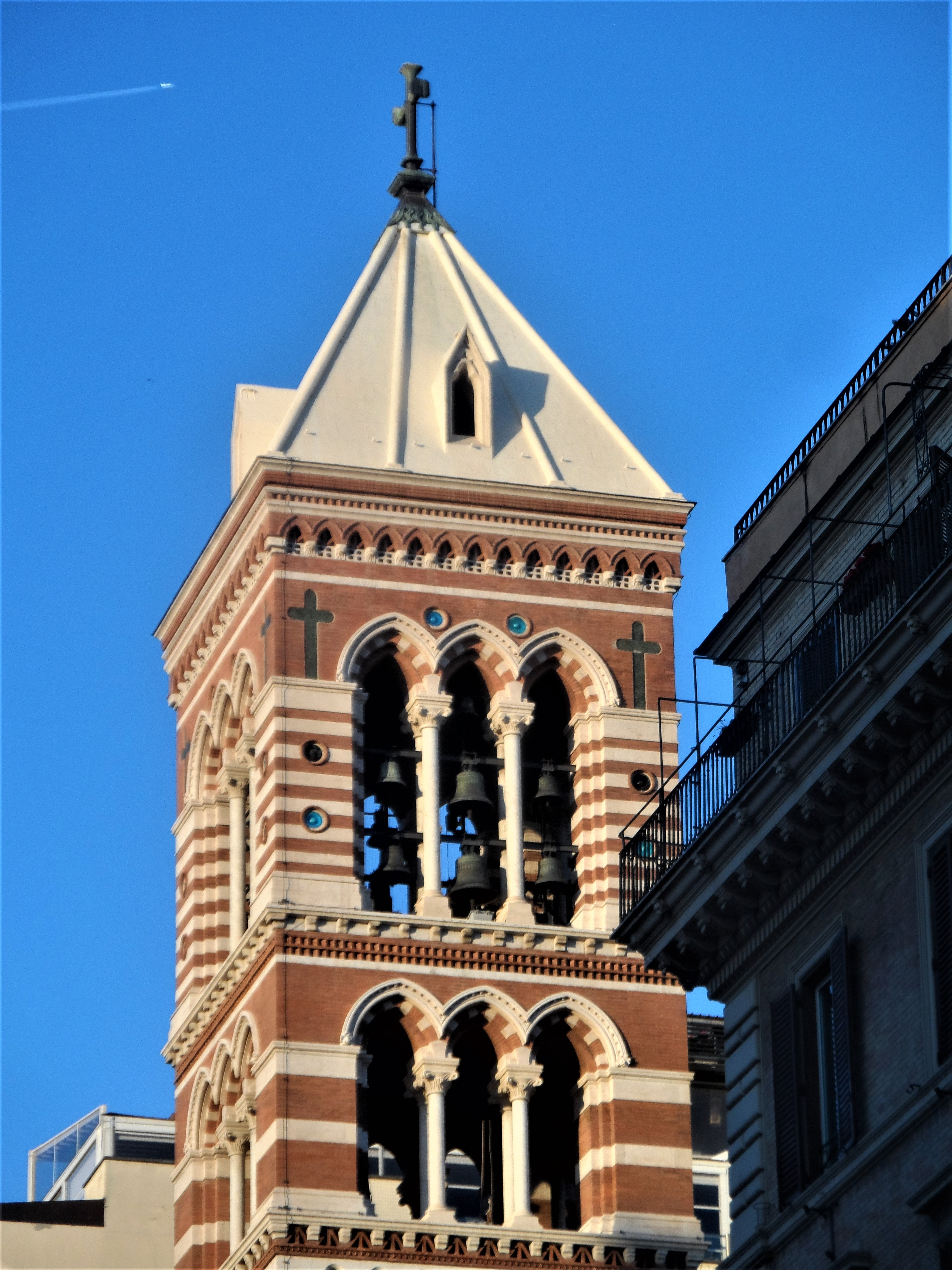
Glockenspiel

Sankt Paul in den Mauern (italienisch: San Paolo dentro le Mura), auch: American Church in Rome, ist eine Kirche der Convocation of Episcopal Churches in Europe, gelegen an der Via Nazionale in Castro Pretorio in Rom. Ihren Namenszusatz führt sie zur Unterscheidung von der frühchristlichen Basilika Sankt Paul vor den Mauern (italienisch: San Paolo fuori le mura).

## Geschichte
Nachdem sich mit Bewilligung von Papst Pius VII. 1816 zunächst eine anglikanische Gemeinde in Rom etabliert hatte, hielt Alonzo Potter, Bishof von Pennsylvania, hier erstmals 1859 einen amerikanischen Gottesdienst. Noch in demselben Jahr kam William C. Langdon zur Gründung einer eigenen amerikanischen Gemeinde nach Rom, für die zunächst unter dem Namen Grace Church 1861 in einem Getreidespeicher bei der Porta del Popolo eine Kapelle eingerichtet wurde. Erst mit der Befreiung Italiens und der Ernennung Roms zur neuen Hauptstadt 1871 konnten in der Stadt auch nicht-katholische Kirchenbauten errichtet werden. Schon 1872 wurde ein Grundstück an der Via Nazionale erworben und der englische Architekt George Edmund Street mit der Planung des Kirchenbaus beauftragt, zu dem am 25. Januar 1873, dem Fest der Bekehrung des Apostels Paulus, der Grundstein gelegt wurde. Die Einweihung wurde am Tag Mariä Verkündigung, dem 25. März 1876, vollzogen, die Fertigstellung der von John Pierpont Morgan und William Waldorf Astor weitgehend finanzierten Kirche erfolgte 1880.

## Architektur
Für seinen Entwurf der anglikanischen Kirche in Rom orientierte sich George Edmund Street an den mittelalterlichen Kirchenbauten Italiens, namentlich der Kirche San Zeno Maggiore in Verona, mit denen er sich auf seinen früheren Reisen und in seiner Buchpublikation Brick and Marble in the Middle Ages. Notes of a Tour in Italy. (1855) auseinandergesetzt hatte. Ausgeführt wurde der Kirchenbau entsprechend als eine dreischiffige Basilika mit seitlich gesetztem Campanile in betontem Materialwechsel aus Travertin und Backstein, der auch das Kircheninnere bestimmt. Der von einer tonnenartig angelegten Dachkonstruktion überdeckte Kirchenraum ist durch spitzbogige Arkaden gestaltet.

## Ausstattung
Mit der Ausgestaltung des Altarraums durch Mosaiken wurde Edward Burne-Jones beauftragt. Die Apsis zeigt im Zentrum die Majestas Domini, flankiert von den fünf Erzengeln Uriel mit der Sonne, Michael in Rüstung, Gabriel mit der Lilie, Chamuel mit dem Kelch und Jophiel mit dem Mond, darüber im Scheitel die Neun Chöre der Engel, unterhalb in der Mittelzone die Heiligengruppen des Irdischen Paradieses Aszeten, Propheten, Matronen, Kirchenväter sowie die Kämpfer der Ecclesia Militans, von denen zwei die Gesichtszüge von Giuseppe Garibaldi und Abraham Lincoln zeigen. Die Mosaiken der Eingangsfassade entstanden nach 1920 durch George Breck, Direktor der American Academy in Rome. Sie zeigen in den Zwickeln der Fensterrose die vier Evangelistensymbole und über dem Portal die Predigt des Paulus von Tarsus in Rom.

### Glockenspiel
Der Kirchturm wurde 1876 mit einem Glockenspiel von 23 Glocken des belgischen Glockengießers Severinus aus Louvain ausgestattet.

### Orgel
1878 erhielt die Kirche eine zweimanualige Orgel mit 33 Registern aus der Werkstatt des Orgelbauers Hilborne Roosevelt aus New York. 1962 wurde das Instrument durch ein dreimanualiges Werk mit 44 Registern des Orgelbauers Mascioni ersetzt.